# Dülseberg
Dülseberg ist ein Ortsteil des Fleckens Diesdorf im Altmarkkreis Salzwedel in Sachsen-Anhalt.

## Geographie
Dülseberg, ein gebogenes Straßendorf mit Kirche, liegt fünf Kilometer nordwestlich von Diesdorf in der Altmark. Südlich von Dülseberg fließt die Salzwedeler Dumme, ein linker Nebenfluss der Jeetze.
Der etwa 155 Meter hohe Präzeptorberg liegt etwa zwei Kilometer westlich des Dorfes, nur drei Kilometer von der Landesgrenze zu Niedersachsen entfernt. Das Landschaftsschutzgebiet Salzwedel-Diesdorf beginnt im Südosten des Dorfes.
Nachbarorte sind Rustenbeck im Norden, Eickhorst im Osten, Schadeberg im Süden und Höddelsen im Westen.

## Geschichte

### Mittelalter bis Neuzeit
Im Jahre 1242 wurde das Dorf als Dullesberge in einer Urkunde des Bistums Verden erstmals erwähnt, das Kloster Diesdorf hatte dort Einkünfte. Weitere Erwähnungen sind 1322 Dulseberge, 1458 Dulsberge, 1551 Dolßberge, 1585 Dorf Dulßberge, 1687 Dülszberge und 1804 Dülseberg, ein Dorf mit einem Krüger, einem Zimmermann und einer Wassermühle.
Das Dorf hat auf dem Urmesstischblatt 1678 Abbendorf von 1823 die Form eines Sackgassendorfes. Nach Angaben von Wilhelm Zahn hatte sich die ursprünglich runde Dorfanlage bis 1852 erhalten und wurde danach zu einem gebogenen Straßendorf umgestaltet.
Östlich des Dorfes an der Dumme lag die Dülseberger Mühle, eine Wassermühle. Die erste Erwähnung ist unbekannt. 1584 wurde ein Müller im Dorf genannt.
Auf dem Präzeptorberg westlich von Dülseberg betrieb die Staatssicherheit unter dem Decknamen „Präzeptorberg“ einen Stützpunkt zur „Richtfunkaufklärung bzw. funkelektronischen Bereichssuche“, also zum Abhören des Funkverkehrs.

### Archäologie
Nördlich und südlich von Dülseberg befinden sich Grabhügel, die als Bodendenkmal geschützt sind. Im Jahre 1911 berichtete Paul Kupka über Funde von Tongefäßen in Dülseberg, die in die Eisenzeit datiert wurden.

### Herkunft des Ortsnamens
Heinrich Sültmann führt den Ortsnamen 1322 Dulseberge auf den deutschen Flussnamen „Döls“ zurück, der sich auch in Döhlbergen  an der Mündung der Aller findet.

### Eingemeindungen
Ursprünglich gehörte das Dorf zum Salzwedelischen Kreis der Mark Brandenburg in der Altmark. Von 1807 bis 1813 lag es im Kanton Diesdorf auf dem Territorium des napoleonischen Königreichs Westphalen. Nach weiteren Änderungen kam die Gemeinde 1816 zum Kreis Salzwedel, dem späteren Landkreis Salzwedel.
Am 20. Juli 1950 entstand durch den Zusammenschluss der Gemeinden Dülseberg und Schadewohl im Landkreis Salzwedel die Gemeinde Schadeberg. Am 1. November 1992 wurde Gemeinde Schadeberg nach Diesdorf eingemeindet. So kam der Ortsteil Dülseberg zu Diesdorf.

### Einwohnerentwicklung
| Jahr | Einwohner |
| ---- | --------- |
| 1734 | 48        |
| 1774 | 61        |
| 1789 | 83        |
| 1798 | 93        |
| 1801 | 92        |
| 1818 | 80        |

| Jahr | Einwohner |
| ---- | --------- |
| 1840 | 140       |
| 1864 | 154       |
| 1871 | 154       |
| 1885 | 143       |
| 1892 | [0]151    |
| 1895 | 152       |

| Jahr | Einwohner |
| ---- | --------- |
| 1900 | [0]138    |
| 1905 | 176       |
| 1910 | [0]204    |
| 1925 | 220       |
| 1939 | 173       |
| 1946 | 315       |

| Jahr | Einwohner |
| ---- | --------- |
| 2015 | [00]70    |
| 2018 | [00]64    |
| 2020 | [00]64    |
| 2021 | [00]64    |
| 2022 | [00]58    |
| 2023 | [0]57     |

Quelle, wenn nicht angegeben, bis 2006:

## Religion
Die evangelische Kirchengemeinde Dülseberg, die früher zur Pfarrei Dähre gehörte, wird heute betreut vom Pfarrbereich Osterwohle-Dähre im Kirchenkreis Salzwedel im Bischofssprengel Magdeburg der Evangelischen Kirche in Mitteldeutschland.

## Kultur und Sehenswürdigkeiten

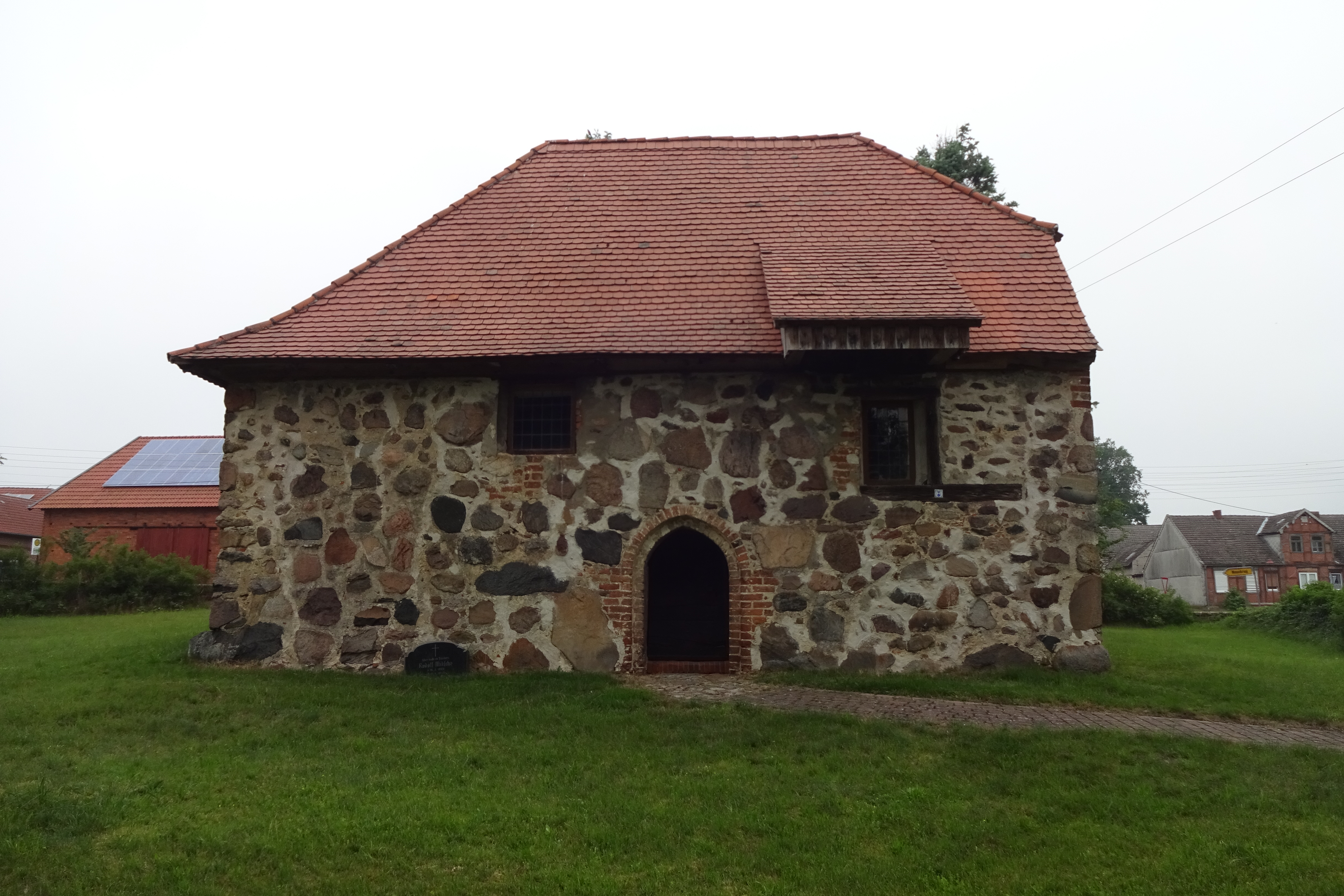
Dorfkirche Dülseberg

### Dorfkirche
Die evangelische Dorfkirche Dülseberg ist eine mittelalterliche, turmlose Kapelle, die aus einem Feldsteinsaal besteht. Die Kirche ist eine Filialkirche der Kirche in Dähre.
Das Bauwerk besteht aus unregelmäßigem Feldsteinmauerwerk. Die Fensterlaibungen sind in Backstein ausgeführt, an der Westseite auch in Feldstein. Das Krüppelwalmdach entstand vermutlich in der Barockzeit. Ein spitzbogiges Portal mit einfach gestufter Backsteinlaibung erschließt das Bauwerk. Das Innere ist mit einer Balkendecke abgeschlossen. In Anbetracht der Formen wird das Mauerwerk auf das späte 15. oder das frühe 16. Jahrhundert datiert. Eine Glocke aus der Zeit um 1300 ist erhalten.

### Gefallenendenkmal
In Dülseberg steht ein Denkmal für die Gefallenen des Ersten und Zweiten Weltkrieges, eine Sandsteinstele auf einer gemauerten Pyramide aus Feldsteinen.

## Verkehr
Dülseberg ist durch Kreisstraßen mit seinen Nachbarorten verbunden. Der Bahnhof Dülseberg lag an der Bahnstrecke Salzwedel–Diesdorf, einer eingleisigen Nebenbahn, die ab 1900 von den Salzwedeler Kleinbahnen erbaut und zum 1. April 1997 stillgelegt wurde. Im Jahr 2004 wurden die Gleise entfernt.

## Persönlichkeiten
- Fritz Darges (1913–2009), Adjutant Adolf Hitlers und SS-Obersturmbannführer, geboren in Dülseberg[23]

## Sage aus Dülseberg
Im Jahre 1859 überlieferte Friedrich Krüger die folgende Sage: „Bei der Dülseberger Mühle liegt der Horstberg und dabei eine Weide, die das Mühlenholz genannt wird, wo öfter große Stämme ausgegraben werden.“ Im Krieg flüchteten die Dülseberger nach dem Holz. Der Müller, der ein guter Schütze war, soll ihr Anführer gewesen sein. Er soll den Anführer der feindlichen Truppen vom Pferd geschossen haben. Die Truppen konnten ihn aber im Morast des Mühlenholzes nicht verfolgen und mussten sich zurückziehen. Sie steckten aus Rache die Mühle an. Hanns H. F. Schmidt zitiert die Sage 1994 unter dem Titel „Das Mühlenholz“.